# Rohini Bhate
Rohini Bhate (Marathi: रोहिणी भाटे) (Patna, Bihar; 14 de noviembre de 1924 – Pune, Maharastra; 10 de octubre de 2008) fue una bailarina e intérprete, profesora, escritora, investigadora y crítica de danzas clásicas de la India. Es considerada una de las exponentes más importantes de danza Kathak que ha habido en India. Durante su carrera recibió numerosas distinciones y premios, tales como el Premio Académico Sangeet Natak y el Kalidas Samman.
Rohini estudió Kathak en las gharanas o escuelas Jaipur y Lucknow. Creó un extenso conjunto de composiciones de danza, donde aplicó un acercamiento analítico e innovador al abhinaya. Gracias a sus conocimientos en música clásica indostaní, frecuentemente compuso ella misma la música para sus creaciones de danza. De acuerdo con el crítico Sunil Kothari, su coreografía para la pieza cinematográfica Shakuntalá, dirigida por Vijaya Mehta, es notable. Su coreografía del Ṛtusaṃhāra de Kalidasa, y de Usba Sukta del Rigveda también son piezas aclamadas.

## Estudios
Bhate nació en Patna, Bihar, pero completó su escolaridad y realizó su college en Pune.
Rohini primero comenzó a entrenar danza Bharatanatyam de gurú Parvati Kumar. Se graduó en artes en el Fergusson College en 1946. Ese mismo año comenzó su aprendizaje de Kathak, con el maestro Sohanlal de la gharana Jaipur.
Poco después, se especializó en Kathak bajo la guía de pandit Lachhu Maharaj, durante más de veinte años, y de pandit Mohan Rao Kallianpurkar, de la gharana Lucknow, durante más de quince años.
Además aprendió música clásica indostaní de parte de los músicos Keshavrao Bhole y Vasantrao Deshpande, y obtuvo un doctorado en Kathak.

## Carrera
Debido a diferentes circunstancias de aprendizaje, geográficas, intelectuales y temporales, entre otras, Rohini pudo experimentar libremente en Kathak, y aplicar en esta danza sus intereses musicales e intelectuales. Bhate fundó la Academia de Danza Nrityabharati Kathak en Pune en 1947. Allí, durante seis décadas, entrenó a cientos de bailarines. Bhate fue la responsable de popularizar la danza Kathak entre las familias de clase media de Maharastra.
En 1952, visitó China como miembro de una delegación cultural de India. Este viaje le brindó la oportunidad para estudiar antiguas escrituras relacionadas con las artes escénicas de India, y así refinar su técnica.
Participó en el comité de la Universidad Khairagarh y guio la preparación de la malla curricular para los cursos en Kathak de la Lalit Kala Kendra, Universidad de Pune, donde trabajó como profesora visitante y gurú. Rohini también participó como examinadora de estudiantes en la Delhi Kathak Kendra, si bien ella nunca lo adoptó su currículum.
Rohini Bhate es autora de varios libros en marathi, incluyendo su autobiografía, Majhi Nrityasadhana, una traducción de la autobiografía de Isadora Duncan, Mi Isadora, y una versión editada a partir del manual en sánscrito de música de danza, Abhinaya Darpana, llamado Kathak Darpana Deepika. Rohini basó varias de sus coreografías y proyectos creativos en este libro antiguo. Además escribió numerosos artículos sobre Kathak.
En 2002, participó como sí misma en un documental alemán titulado Time and Space.
Con respecto a colaboraciones con otros artistas, Rohini conoció al tablista Chandrakant Kamat cuando éste llegó a Pune en 1952. La asociación musical de ambos artistas duró alrededor de quince años. Rohini también hizo un estudio comparativo del abhinaya en Kathak y Bharatanatyam con Kalanidhi Narayanan. Fue además amiga cercana de Reba Vidyarthi, otra importante exponente de Kathak.

## Fallecimiento
Bhate falleció el 10 de octubre de 2008, a la edad de 83 años, en la ciudad india de Pune, estado de Maharastra. De acuerdo con su hija y discípula Shama Bhate, Rohini Bhate había estado sufriendo de la enfermedad de Parkinson durante los últimos cinco años, y falleció debido a complicaciones derivadas de esta enfermedad.

## Legado
Rohini Bhate bailó regularmente durante más de cinco décadas, y entrenó a un gran número de discípulas que se convirtieron en importantes exponentes de Kathak, tales como Shama Bhate, Pranati Pratap, Sunil Ganu, Prabha Marathe, y Prerana Deshpande, entre varias otras bailarinas, que continuaron realizando eventos póstumos en su honor.
Su academia tiene su sede en Pune, y posee una sede en Mumbai. Póstumamente se han realizado documentales acerca de su trabajo.

## Premios y reconocimientos
- 1977: Premio del gobierno del estado de Maharastra Rajya Puraskar[2]
- 1979: Premio Académico Sangeet Natak[3]
- 1990: Maharashtra Gaurav Puraskar[2]
- 2001: Kalidas Samman[3]
- 2006: Beca Sangeet Natak Akademi[3]
- 2007: Premio Akademi Ratna, de la Academia Sangeet Natak, Nueva Delhi[2]